# ناتاشا ستانكوفيتش
ناتاشا ستانكوفيتش (مواليد 4 مارس 1992) هي ممثلة، راقصة وعارضة صربية تشارك في أفلام بوليوود.

## روابط خارجية
- ناتاشا ستانكوفيتش على موقع IMDb (الإنجليزية)
- ناتاشا ستانكوفيتش على موقع قاعدة بيانات الفيلم (الإنجليزية)
- ناتاشا ستانكوفيتش على موقع كينوبويسك (الروسية)